# Lelo Nazário
Lelo Nazário (São Paulo, 1956) is een Braziliaans componist, arrangeur, dirigent, pianist en muziekproducent.

## Levensloop
Nazário kreeg al op vierjarige leeftijd pianoles, later was de pianist Menininha Lobo zijn pianoleraar. Door zijn oudere broer, de professionele slagwerker (drummer) Zé Eduardo Nazário en schepper van het "Jequibau", een 5/4 ritme bossa nova, kreeg hij contact met de groep om Hermeto Pascoal. De gebroeders Nazário en de bassist Zeca Assumpção creëerden de zogenoemde The São Paulo Rhythm Section van deze groep tot 1977. Zoals een zwam zoog hij al deze nieuwe (muzikale) indrukken in zich op. Lelo heeft ook met andere bekende Braziliaanse muzikanten samengewerkt zoals Toninho Carrasqueira, Roberto Sion, Paulo Bellinati en John Scofield. Zijn passie voor de hedendaagse klassieke muziek ontstond in diezelfde periode, toen verschillende nieuwe en innovatieve tendensen opkwamen in de Verenigde Staten en in Europa door componisten zoals Karlheinz Stockhausen, Olivier Messiaen, Luciano Berio en John Cage, maar ook door Brazilianen zoals Marlos Nobre, Almeida Prado en anderen. Deze nieuwe muziek heeft ook zijn jazz composities beïnvloed, die diverse atonale en polytonale elementen hebben.
Op zoek naar zijn eigen muzikale stijl vormde Nazário in 1976 met andere muzikanten (Zeca Assumpção, Zé Eduardo Nazário, Carlinhos Gonçalves, Mauro Senise en Roberto Sion) de groep UM. Het werd een groep met uitgebreide klankexperimenten die een repertoire creëerde waarin zij akoestische muziek combineerden met Braziliaanse ritmes in een eigentijdse structuur. De zanger en componist Marlui Miranda nodigde de groep uit naast concerten ook studio-opnames te maken. Daaruit ontstond het eerste langspeelplaat getiteld "Marcha Sobre A Cidade" (1979). Er volgden meer langspeelplaten zoals "Reflexões Sobre a Crise do Desejo" (1981) en "A Flor de Plástico Incinerada" (1983). De muzikanten binnen de groep veranderden, zo wisselden Zeca Assumpção en zijn opvolger Rodolfo Stroeter de plaatsen aan de bas, Mauro Senise en Teco Cardoso aan saxofoon en dwarsfluit en de uit Duitsland afkomstige Felix Wagner versterkte de groep en speelde altklarinet en marimba. Dit ensemble maakte concertreizen door Europa.
Naast zijn werkzaamheden met deze groep UM ontwikkelde zich Nazário ook als componist, arrangeur en pianist. Hij had succes als componist van filmmuziek en van elektroakoestische werken.
In de jaren tachtig werd hij lid van de groep "Pau Brasil" waarmee hij concertreizen door de Verenigde Staten en Europa maakte. De opgenomen cd's "Metrópolis Tropical" (1991) en "Babel" (1996) hadden spoedig succes. De als "Babel" getitelde cd werd in Brazilië met de "Sharp Prijs" bekroond en kreeg een Grammynominatie in 1998. Samen met andere componisten schreef hij in 1992 de Opera dos 500, een operaopdracht van de stad São Paulo naar een libretto van Naum Alves de Souza voor de viering van 500 jaar ontdekking van Amerika. Zijn samen met Marlui Miranda geschreven filmmuziek voor Anchieta José do Brazil werd onderscheiden met een eerste prijs voor de beste filmmuziek tijdens het filmfestival in 2000 te Brasilia. Hij werkte eveneens samen met choreografen zoals Takao Kusuno, Claudia de Souza en Germaine Acogny. Voor het symfonisch blaasorkest van São Paulo schreef hij twee werken voor harmonieorkest, die zowel in Brazilië alsook tijdens de 8e wereldconferentie van de World Association for Symphonic Bands and Ensembles in 1997 in het Oostenrijkse Schladming uitgevoerd werden.

## Composities

### Werken voor orkest
- 1976 Música do Instante, voor orkest

### Werken voor harmonieorkest
- 1990 Limite, voor harmonieorkest
- 1996 Aurora, voor harmonieorkest

### Muziektheater

#### Opera's
| Voltooid in | titel                                                                        | aktes | première                          | libretto            |
| ----------- | ---------------------------------------------------------------------------- | ----- | --------------------------------- | ------------------- |
| 1992        | Opera dos 500 (samen met: Paulo Bellinati, Nelson Ayres en Rodolfo Stroeter) |       | 1992, São Paulo, Teatro Municipal | Naum Alves de Souza |

#### Balletten
| Voltooid in | titel                                            | aktes | première                                                      | libretto | choreografie    |
| ----------- | ------------------------------------------------ | ----- | ------------------------------------------------------------- | -------- | --------------- |
| 1976-1977   | Transformations                                  |       | 1977, São Paulo, Art Museum                                   |          | Takao Kusuno    |
| 1999        | Paralelas (samen met: Benjamin Taubkin)          |       | 1999, São Paulo, Itaú Cultural Institute Theatre              |          |                 |
| 2001        | Dança da Água e da Paz (samen met: Gilberto Gil) |       | 2002, São Paulo, Municipal Theatre (São Paulo Ballet Company) |          | Germaine Acogny |

### Kamermuziek
- 1974 C(2)/9-O.74-K.76, voor elektrisch piano, altsaxofoon, elektrische basgitaar, drumstel en slagwerk
- 1975 54754-P(4)-D(3)-O (La formule secrete 1), voor elektrisch piano, altsaxofoon, elektrische basgitaar, drumstel en slagwerk[1]
- 1976 B(2)/1O-O.75-K.781-P (2)-1O(4)/8-O.75-K.77 (La formule secrete 2), voor elektrisch piano, altsaxofoon, elektrische basgitaar, drumstel en slagwerk
- 1976 Mobile / Stabile, voor piano, elektronica, piccolo, altklarinet, altsaxofoon, contrabas, drumstel en slagwerk
- 1977 A porta do Sem Nexo, voor elektrisch piano, altsaxofoon, elektrische basgitaar, drumstel en slagwerk
- 1978 Marcha sobre a Cidade, voor akoestisch en elektrisch piano, saxofoon, contrabas, drumstel en slagwerk
- 1979 Reflexões sobre a Crise do Desejo, voor piano, contrabas en drumstel
- 1980 America L, voor piano en drumstel
- 1980 O Homem de Wolfsburg, voor piano, altklarinet, piccolo, altsaxofoon, contrabas, drumstel en slagwerk[2]
- 1980 Sursolide suite, voor piano en twee contrabassen
- 1981 A Flor de Plástico Incinerada (I), voor zangstem, piano, Fender Rhodes elektrisch piano, elektronica, dwarsfluit, altklarinet, piccolo, altsaxofoon, baritonsaxofoon, contrabas en marimba
- 1981 A Flor de Plástico Incinerada (II), voor piano, sopraansaxofoon, altsaxofoon, contrabas, drumstel en slagwerk
- 1982 Esquisses, voor fluitkwartet
- 1982 Sonhos Esquecidos, voor Fender Rhodes elektrisch piano, altsaxofoon, elektrische basgitaar en drumstel
- 1984 Valsa (Part I and II), dodecafonische wals voor zangstem, piano, altsaxofoon, contrabas en slagwerk
- 1986 Anônima, voor toetseninstrument, elektronische klanken, gitaar, synthesizer, altsaxofoon en baritonsaxofoon
- 1986 Disse Alguém, voor kinderzangstemmen, piano, celesta, 4 dwarsfluiten, 4 saxofoons en contrabas – tekst: Fernando Falcão
- 1986 O Elo Perpétuo, voor toetseninstrument, altsaxofoon, contrabas, drumstel en slagwerk
- 1986 Purundirindas, voor zangstem, piano, hammondorgel, 4 dwarsfluiten, 4 saxofoons, contrabas, gitaar en slagwerk
- 1987 Post Scriptum, voor zangstem, piano, dwarsfluit en contrabas
- 1987 Se..., voor toetseninstrument, elektronische klanken, dwarsfluit, synthesizer, sopraansaxofoon, altsaxofoon, baritonsaxofoon, gitaar, contrabas, drumstel en slagwerk
- 1987 Sete Léguas, voor toetseninstrument, altsaxofoon, contrabas, drumstel en slagwerk
- 1988 Flecha de Prata, voor toetseninstrument, sopraansaxofoon, gitaar, contrabas en drumstel
- 1989 Flor do Sul, voor piano, toetseninstrument, gitaar, synthesizer, sopraansaxofoon, drumstel en slagwerk
- 1990 Planeta São Paulo, voor toetseninstrument, sopraansaxofoon, altsaxofoon, gitaar, contrabas, drumstel en slagwerk (samen met: Nenê)
- 1991 Acarajé ao Curry, voor toetseninstrument en slagwerk (samen met: Zé Eduardo Nazário)
- 1991 Metrópolis Tropical, voor toetseninstrument, sopraansaxofoon, altsaxofoon, gitaar, contrabas, drumstel en slagwerk
- 1991 Nocaute, voor toetseninstrument en slagwerk (samen met: Zé Eduardo Nazário)
- 1991 Perdido (Lendas da Cidade), voor toetseninstrument, sopraansaxofoon, altsaxofoon, gitaar, contrabas, drumstel en slagwerk (samen met: Rodolfo Stroeter)
- 1993 Festa na Rua, voor toetseninstrument, gitaar, synthesizer, drumstel en slagwerk (samen met: Rodolfo Stroeter)
- 1995 O Sétimo Portal, voor toetseninstrument, sopraansaxofoon, altsaxofoon en slagwerk
- 1995 Fábula, voor toetseninstrument, sopraansaxofoon, altsaxofoon, gitaar, contrabas, drumstel en slagwerk (samen met: Rodolfo Stroeter)
- 1995 Três Segredos, voor toetseninstrument, sopraansaxofoon, altsaxofoon, gitaar, contrabas, drumstel en slagwerk (samen met: Zé Eduardo Nazário)
- 1996 Babel, voor toetseninstrument, sopraansaxofoon, altsaxofoon, gitaar, contrabas, drumstel en slagwerk (samen met: Rodolfo Stroeter)
- 1996 Dança das Águas, voor toetseninstrument, dwarsfluit, tablas en slagwerk
- 1996 Tocaia, voor toetseninstrument, sopraansaxofoon, altsaxofoon, gitaar, contrabas, drumstel en slagwerk (samen met: Pau Brasil)
- 1997 A Árvore Contempla a Montanha, voor toetseninstrument, sopraansaxofoon, altsaxofoon, gitaar, contrabas, drumstel en slagwerk
- 1997 Armadilha, voor piano, toetseninstrument, elektrische basgitaar en slagwerk
- 1997 Claridade, wals voor piano, contrabas en drumstel[3]
- 1997 Frevo Colado, voor piano, sopraansaxofoon, altsaxofoon, gitaar, contrabas, drumstel en slagwerk
- 1998 Percussônica, voor toetseninstrument, gitaar, synthesizer, drumstel en slagwerk (samen met: Zé Eduardo Nazário en Felipe Avila)
- 1998 Reverso, voor piano, sopraansaxofoon, altsaxofoon, gitaar, contrabas, drumstel en slagwerk
- 1998 Simples, voor piano, sopraansaxofoon, altsaxofoon, gitaar, contrabas, drumstel en slagwerk
- 1998 Solitário, voor Fender Rhodes elektrisch piano en toetseninstrument
- 1998 Zeitlin Time, voor piano en slagwerk
- 1999 Psicopático, voor piano en slagwerk
- 2000 Insight, voor trombone
- 2003 Elektramorph, voor piano en elektronica
- 2003 Piano Voador, voor piano, elektrisch piano, sopraansaxofoon, altsaxofoon, dwarsfluit, altfluit, basfluit, contrabas, exotisch slagwerk

### Werken voor piano
- 1981 Lagrima
- 2002 Bachmania

### Elektroakoestische muziek
- 1981 Discurso aos Objetos, voor geluidsband
- 1983 Balada Unidimensional, voor gitaar en geluidsband
- 1991 Cheguei na Capital, elektroakoestische muziek
- 1994 A Redoma de Cristal Azul
- 1998 A Dança de Alix, voor piano, ander toetseninstrument, elektronica en slagwerk
- 2000 Cartas Terrestres, voor piano, elektronica en ter voren opgenomen klanken
- 2000 Céu Amarelo, bastrombone en elektronica
- 2000 12 Caminhos, voor twee piano's, elektronica en te voren opgenomen klanken

### Filmmuziek
- 1994 Amor
- 1996 A Alma do Negócio
- 1999 Hans Staden
- 2001 A Flor do Caos

## Media
1. ↑  54754-P(4)-D(3)-O (La formule secrete 1) door de groep UM (Zé Eduardo Nazário (drumstel); Lelo Nazario (piano); Rodolfo Stroeter (elektrische basgitaar); Mauro Senise (sopraansaxofoon); Felix Wagner (klarinet)). Gearchiveerd op 9 september 2023.
2. ↑  O Homem de Wolfsburg door de groep UM (Zé Eduardo Nazário (drumstel); Lelo Nazario (piano); Rodolfo Stroeter (basgitaar), Mauro Senise (altsaxofoon en piccolo); Felix Wagner (altklarinet))
3. ↑  Claridade door Quinteto ZEN